# Steyerberg
Steyerberg è un comune mercato di 5.321 abitanti della Bassa Sassonia, in Germania.
Appartiene al circondario (Landkreis) di Nienburg (Weser) (targa NI).

## Geografia antropica

### Suddivisioni amministrative
- Bruchhagen,
- Deblinghausen,
- Düdinghausen,
- Sarninghausen,
- Sehnsen,
- Voigtei,
- Wellie.